# Муниципальный стадион (Васлуй)
Муниципальный стадион (рум. Stadionul «Municipal» din Vaslui) — стадион в Румынии, является домашней ареной клуба «Васлуй» из одноименного города. Открыт в 1972 году. В 2005 году была проведена реконструкция стадиона. Вместимость: 9240 зрителей.